# Coleophora sosisperma
Coleophora sosisperma é uma espécie de mariposa do gênero Coleophora pertencente à família Coleophoridae.